# Выборы глав субъектов Российской Федерации
Выборы глав субъектов Российской Федерации (официально — «выборы высших должностных лиц субъектов Российской Федерации», неофициально — «выборы главы исполнительной власти», «губернаторские выборы» и т. п.) — процедура прямого, тайного и всеобщего голосования по определению глав (первых лиц) республик, краев, областей, городов федерального значения и автономной области, являющихся субъектами Российской Федерации. Данные выборы проходят в России начиная с 1991 года, с перерывом на 2006—2011 годы.
Выборная должность в разных регионах и в разные периоды именовалась по-разному: президент, глава республики, председатель правительства, губернатор, глава администрации, мэр, глава города и т. п.

## История
Впервые Выборы глав субъектов были проведены 12 июня 1991 года в городах Москве и Ленинграде и Республике Татарстан одновременно с выборами президента РСФСР. В период с 1991 по 1996 год проводились эпизодически в некоторых регионах — должность президента была введена не во всех республиках, а главы администраций большинства краёв, областей и т. п. назначались Президентом.
Ситуация изменилась в 1996 году, когда Конституционный суд России, рассматривая запрос губернатора Алтайского края о конституционности положений Устава Алтайского края, признал, что глава администрации края не может назначаться законодательным собранием, а должен избираться населением. Кроме того, в Федеральный закон о порядке формирования Совета Федерации было включено положение о необходимости завершения выборов глав исполнительной власти до конца 1996 года. В 1999 году в новом законе закреплён термин «высшее должностное лицо субъекта Российской Федерации». В этот же закон был включён запрет одному и тому же лицу избираться более двух раз подряд — однако, вскоре в него были добавлены оговорки, позволившие практически всем главам обойти это ограничение.
В период с 1996 по 2004 год выборы глав субъектов проводились во всех регионах России, за исключением Дагестана (где всенародные выборы должны были состояться лишь в 2006 году, но были отменены из-за изменения федерального законодательства), с периодичностью, как правило, 4 — 5 лет. Порядок проведения выборов регулировался как федеральными, так и региональными законами. Выборы проходили не синхронно, и не существовало каких-либо универсальных сроков проведения выборов, избирательная кампания длилась от 3 — 4 месяцев до полугода. Эти выборы привлекали значительное число специалистов (в первую очередь — по избирательным технологиям), которые перемещались из региона в регион, предлагая свои услуги кандидатам и их избирательным штабам.
В сентябре 2004 года Президент России Владимир Путин выступил с инициативой изменения порядка наделения полномочиями высших должностных лиц субъектов Федерации, предложив утверждать их в должности решениями законодательных органов по предложению Президента. Выступив по телевидению, Президент логически увязал свою инициативу с трагедией Беслана. Законопроект об отмене прямых губернаторских выборов был разработан и принят в декабре 2004 года, а последние прямые губернаторские выборы состоялись в Ненецком автономном округе в январе 2005 года.
В апреле 2012 года, по инициативе преемника Владимира Путина — президента России Дмитрия Медведева, был принят федеральный закон, предусматривающий возвращение прямых выборов глав регионов. Согласно указанному закону первые выборы высших должностных лиц должны состояться 14 октября 2012 года в тех субъектах Российской Федерации, где срок полномочий действующих высших должностных лиц истекает с 1 июня по 31 декабря 2012 года.
2 апреля 2013 года, по инициативе преемника Медведева — президента Владимира Путина, в закон были внесены поправки, дающие субъектам федерации право заменить всенародные выборы своих глав голосованием в парламенте по нескольким кандидатурам. При этом прямо говорилось, что принятие таких поправок вызвано решением Кремля не допустить прямых выборов в шести республиках Северного Кавказа (Дагестан, Ингушетия, Кабардино-Балкария, Карачаево-Черкесия, Северная Осетия, Чечня). Полпред президента РФ в Северо-Кавказском федеральном округе Александр Хлопонин также высказался за то, чтобы выборы глав всех северо-кавказских республик проходили через парламент.
В 2013 году от прямых выборов главы добровольно отказались 4 республики Северного Кавказа: Дагестан (18 апреля 2013), Ингушетия (2 марта 2013), Северная Осетия (28 ноября 2013) и Карачаево-Черкесия (26 декабря 2013). В двух из них, в Дагестане и Ингушетии, региональные парламенты уже 8 сентября 2013 года избрали глав на следующие 5 лет. В Северной Осетии подобным образом главу избрали 13 сентября 2015 года. А в Карачаево-Черкесии выборы главы через Народное Собрание прошли 18 сентября 2016 года. В последующие годы от прямых выборов главы отказались также Кабардино-Балкария (2 апреля 2014) и Адыгея (23 марта 2016). Последующие выборы глав республик состоялись в региональных парламентах соответственно 9 октября 2014 года (Кабардино-Балкария) и 10 сентября 2017 года (Адыгея). Таким образом, единственной республикой Северного Кавказа, где сохраняются прямые выборы главы, осталась Чечня.
В результате произошедшей в 2014 году аннексии Крыма Российской Федерацией в составе РФ были образованы новые субъекты — Республика Крым и город федерального значения Севастополь. Принятые в том же году Конституция Республики Крым и Устав Севастополя предусматривали избрание глав данных регионов своими парламентами по представлению президента РФ (что и было произведено осенью 2014 года). В ноябре 2016 года в устав города Севастополя были внесены поправки, вводящие прямые выборы губернатора города.
В конце 2014 — начале 2015 года в федеральное законодательство были внесены изменения, согласно которым в автономных округах, входящих в состав областей (ХМАО, ЯНАО, НАО), вводятся непрямые выборы глав. В ХМАО и ЯНАО законодательные собрания избрали губернаторов на следующие 5 лет уже осенью 2015 года. В НАО подобная процедура прошла в 2018 году в связи с отставкой губернатора.

## Выборы глав регионов России в 1991—2005 годах

### 1991 год
- Выборы мэра Москвы (12 июня)
- Выборы мэра Ленинграда (12 июня)
- Выборы президента Республики Татарстан (12 июня)
- Выборы президента Республики Калмыкия (19 октября и 4 ноября)
- Выборы президента Чувашской Республики (8 и 22 декабря)
- Выборы президента Республики Марий Эл (14 декабря)
- Выборы президента Мордовской ССР (14 и 22 декабря)
- Выборы президента Якутской—Саха ССР (20 декабря)
- Выборы президента Республики Адыгея (22 декабря 1991 и 5 января 1992)
- Выборы президента Кабардино-Балкарской Республики (22 декабря 1991 и 5 января 1992)

### 1992 год
- Выборы президента Республики Тува (15 марта)

### 1993 год
- Выборы президента Ингушской Республики (28 февраля)
- Выборы президента Республики Калмыкия (11 апреля)
- Выборы главы администрации Липецкой области (11 апреля)
- Выборы главы администрации Орловской области (11 апреля)
- Выборы главы администрации Пензенской области (11 апреля)
- Выборы главы администрации Красноярского края (11 и 25 апреля)
- Выборы главы администрации Амурской области (11 и 25 апреля)
- Выборы главы администрации Брянской области (11 и 25 апреля)
- Выборы главы администрации Челябинской области (11 и 25 апреля)
- Выборы главы администрации Смоленской области (25 апреля)
- Выборы президента Республики Башкортостан (12 декабря)
- Выборы президента Чувашской Республики(12 и 26 декабря)

### 1994 год
- Выборы президента Республики Северная Осетия (16 января)
- Выборы президента Ингушской Республики (27 февраля)
- Выборы главы администрации Иркутской области (27 марта)
- Выборы председателя правительства Республики Карелия (17 апреля)
- Выборы главы Республики Коми (8 мая)
- Выборы президента Республики Бурятия (16 и 30 июня)

### 1995 год
- Выборы губернатора Свердловской области (6 и 20 августа)
- Выборы президента Республики Калмыкия (15 октября)
- Выборы главы Чеченской Республики (17 декабря)
- Выборы губернатора Приморского края (17 декабря)
- Выборы главы администрации Белгородской области (17 декабря)
- Выборы губернатора Московской области (17 и 30 декабря)
- Выборы губернатора Нижегородской области (17 декабря)
- Выборы губернатора Новгородской области (17 декабря)
- Выборы губернатора Новосибирской области (17 и 24 декабря)
- Выборы губернатора Омской области (17 декабря)
- Выборы губернатора Оренбургской области (17 декабря)
- Выборы главы администрации Тамбовской области (17 и 24 декабря)
- Выборы губернатора Тверской области (17 декабря)
- Выборы губернатора Ярославской области (17 декабря)

### 1996 год
- выборы президента Республики Татарстан (24 марта)
- выборы губернатора Санкт-Петербурга (19 мая и 2 июня)
- выборы мэра Москвы (16 июня)
- выборы губернатора Саратовской области (1 сентября)
- выборы главы администрации Амурской области (22 сентября)
- выборы главы администрации Ленинградской области (29 сентября)
- выборы главы администрации Ростовской области (29 сентября)
- выборы главы администрации Вологодской области (6 октября)
- выборы главы администрации Калининградской области (6 и 20 октября)
- выборы губернатора Кировской области (6 и 20 октября)
- выборы губернатора Ямало-Ненецкого автономного округа (13 октября)
- выборы главы администрации Курской области (20 октября)
- выборы главы администрации Псковской области (20 октября и 3 ноября)
- выборы губернатора Сахалинской области (20 октября)
- выборы главы администрации Еврейской автономной области (20 октября)
- выборы главы администрации Краснодарского края (27 октября)
- выборы губернатора Ставропольского края (27 октября и 17 ноября)
- выборы губернатора Калужской области (27 октября и 9 ноября)
- выборы главы администрации Читинской области (27 октября)
- выборы главы администрации Агинского Бурятского автономного округа (27 октября)
- выборы губернатора Ханты-Мансийского автономного округа (27 октября)
- выборы губернатора Магаданской области (3 ноября)
- выборы главы администрации Алтайского края (17 ноября и 3 декабря)
- выборы главы администрации Камчатской области (17 ноября и 3 декабря)
- выборы главы администрации Мурманской области (17 ноября и 1 декабря)
- выборы главы администрации Коми-Пермяцкого автономного округа (17 ноября)
- выборы главы администрации Корякского автономного округа (17 ноября)
- выборы главы администрации Усть-Ордынского Бурятского автономного округа (17 ноября)
- выборы главы администрации Курганской области (24 ноября и 8 декабря)
- выборы председателя правительства Республики Хакасия (1 и 22 декабря)
- выборы главы администрации Ивановской области (1 декабря)
- выборы губернатора Самарской области (1 декабря)
- выборы главы администрации Ненецкого автономного округа (1 и 13 декабря)
- выборы главы администрации Хабаровского края (8 декабря)
- выборы главы администрации Архангельской области (8 и 22 декабря)
- выборы главы администрации Астраханской области (8 декабря)
- выборы главы администрации Брянской области (8 декабря)
- выборы главы администрации Владимирской области (8 декабря)
- выборы главы администрации Воронежской области (8 декабря)
- выборы главы администрации Костромской области (8 и 22 декабря)
- выборы главы администрации Пермской области (8 и 22 декабря)
- выборы главы администрации Рязанской области (8 и 22 декабря)
- выборы президента Республики Марий Эл (22 декабря 1996 и 4 января 1997)
- выборы президента Республики Саха (Якутия) (22 декабря)
- повторные выборы главы администрации Краснодарского края (22 декабря)
- выборы главы администрации Волгоградской области (22 и 29 декабря)
- выборы главы администрации Тюменской области (22 декабря 1996 и 12 января 1997)
- выборы главы администрации Ульяновской области (22 декабря)
- выборы главы администрации Челябинской области (22 декабря)
- выборы главы администрации Таймырского автономного округа (22 декабря)
- выборы главы администрации Чукотского автономного округа (22 декабря)
- выборы главы администрации Эвенкийского автономного округа (22 декабря)

### 1997 год
- выборы президента Республики Адыгея (12 января)
- выборы президента Кабардино-Балкарской Республики (12 января)
- повторные выборы главы администрации Агинского Бурятского автономного округа (23 февраля)
- выборы президента Республики Тыва (16 марта)
- повторные выборы главы администрации Эвенкийского автономного округа (16 марта)
- повторные выборы главы администрации Амурской области (23 марта)
- выборы главы администрации Тульской области (23 марта)
- досрочные выборы губернатора Нижегородской области (23 июня и 13 июля)
- досрочные выборы губернатора Иркутской области (27 июля)
- выборы главы администрации Кемеровской области (19 октября)
- выборы губернатора Орловской области (26 октября)
- досрочные выборы главы Республики Коми (30 ноября)
- выборы главы Республики Алтай (14 декабря)
- выборы президента Чувашской Республики (28 декабря)

### 1998 год
- выборы президента Республики Северная Осетия—Алания (18 января)
- выборы главы Республики Мордовия (15 февраля)
- выборы президента Республики Ингушетия (1 марта)
- выборы главы администрации Липецкой области (12 апреля)
- выборы главы администрации Пензенской области (12 апреля)
- выборы председателя правительства Республики Карелия (26 апреля и 17 мая)
- выборы губернатора Красноярского края (26 апреля и 17 мая)
- выборы главы администрации Смоленской области (26 апреля и 17 мая)
- выборы президента Республики Башкортостан (14 июня)
- выборы президента Республики Бурятия (21 июня)

### 1999 год
- выборы главы Карачаево-Черкесской Республики (26 апреля и 16 мая)
- выборы главы администрации Белгородской области (30 мая)
- выборы губернатора Свердловской области (29 августа и 12 сентября)
- выборы главы администрации Новгородской области (5 сентября)
- выборы главы администрации Омской области (5 сентября)
- досрочные выборы главы администрации Ленинградской области (19 сентября)
- выборы губернатора Томской области (19 сентября)
- досрочные выборы мэра Москвы (19 декабря)
- выборы губернатора Приморского края (19 декабря)
- выборы губернатора Вологодской области (19 декабря)
- выборы губернатора Московской области (19 декабря 1999 и 9 января 2000)
- выборы губернатора Новосибирской области (19 декабря 1999 и 9 января 2000)
- выборы губернатора Оренбургской области (19 и 26 декабря)
- выборы главы администрации Тамбовской области (19 и 26 декабря)
- выборы губернатора Тверской области (19 декабря 1999 и 9 января 2000)
- выборы губернатора Ярославской области (19 декабря)

### 2000 год
- выборы главы администрации Алтайского края (26 марта)
- выборы губернатора Кировской области (26 марта)
- выборы губернатора Мурманской области (26 марта)
- выборы губернатора Саратовской области (26 марта)
- выборы губернатора Еврейской автономной области (26 марта)
- выборы губернатора Ханты-Мансийского автономного округа (26 марта)
- выборы губернатора Ямало-Ненецкого автономного округа (26 марта)
- выборы губернатора Санкт-Петербурга (14 мая)
- выборы губернатора Самарской области (2 июля)
- выборы президента Удмуртской Республики (15 октября)
- выборы губернатора Сахалинской области (22 октября)
- выборы губернатора Курской области (22 октября и 5 ноября)
- выборы губернатора Читинской области (29 октября)
- выборы губернатора Магаданской области (5 ноября)
- выборы губернатора Калининградской области (5 и 19 ноября)
- выборы губернатора Калужской области (12 ноября)
- выборы главы администрации Псковской области (12 ноября)
- выборы главы администрации Усть-Ордынского Бурятского автономного округа (19 ноября)
- выборы губернатора Курганской области (26 ноября и 10 декабря)
- выборы главы администрации (губернатора) Краснодарского края (3 декабря)
- выборы губернатора Астраханской области (3 декабря)
- выборы губернатора Пермской области (3 декабря)
- выборы губернатора Корякского автономного округа (3 декабря)
- выборы президента Республики Марий Эл (3 и 17 декабря)
- выборы губернатора Ставропольского края (3 и 17 декабря)
- выборы главы администрации Архангельской области (3 и 17 декабря)
- выборы губернатора Ивановской области (3 и 17 декабря)
- выборы губернатора Камчатской области (3 и 17 декабря)
- выборы губернатора Рязанской области (3 и 17 декабря)
- выборы главы администрации Коми-Пермяцкого автономного округа (3 и 17 декабря)
- выборы главы администрации Хабаровского края (10 декабря)
- выборы главы администрации Брянской области (10 декабря)
- выборы губернатора Владимирской области (10 декабря)
- выборы главы администрации Костромской области (10 и 24 декабря)
- выборы председателя правительства Республики Хакасия (24 декабря)
- выборы губернатора Челябинской области (24 декабря)
- выборы главы администрации Ульяновской области (24 декабря)
- выборы губернатора Волгоградской области (24 декабря)
- выборы губернатора Воронежской области (24 декабря)
- выборы главы администрации Чукотского автономного округа (24 декабря)

### 2001 год
- выборы губернатора Тюменской области (14 января)
- выборы главы администрации Ненецкого автономного округа (14 января)
- выборы главы администрации Таймырского (Долгано-Ненецкого) автономного округа (28 января)
- выборы президента Республики Татарстан (25 марта)
- выборы губернатора Амурской области (25 марта и 8 апреля)
- выборы главы администрации Эвенкийского автономного округа (8 апреля)
- выборы губернатора Тульской области (8 и 22 апреля)
- досрочные выборы губернатора Кемеровской области (22 апреля)
- досрочные выборы губернатора Приморского края (27 мая и 17 июня)
- выборы губернатора Нижегородской области (15 и 29 июля)
- выборы губернатора Иркутской области (29 июля и 19 августа)
- выборы губернатора Ростовской области (23 сентября)
- выборы губернатора Орловской области (28 октября)
- выборы главы Республики Алтай (16 декабря 2001 и 6 января 2002)
- выборы главы Республики Коми (16 декабря)
- выборы главы Чувашской Республики (16 декабря)
- выборы главы Республики Саха (Якутия) (23 декабря 2001 и 13 января 2002)

### 2002 год
- выборы президента Республики Адыгея (13 января)
- выборы президента Кабардино-Балкарской Республики (13 января)
- выборы президента Республики Северная Осетия—Алания (27 января)
- выборы председателя правительства Республики Тыва (17 марта)
- выборы президента Республики Ингушетия (7 и 28 апреля)
- выборы главы администрации Липецкой области (14 апреля)
- выборы главы администрации Пензенской области (14 апреля)
- выборы главы Республики Карелия (28 апреля)
- выборы главы администрации Смоленской области (19 мая)
- выборы президента Республики Бурятия (23 июня)
- досрочные выборы губернатора Красноярского края (8 и 22 сентября)
- выборы президента Республики Калмыкия (20 и 27 октября)

### 2003 год
- досрочные выборы главы администрации Таймырского (Долгано-Ненецкого) автономного округа (26 января)
- досрочные выборы губернатора Магаданской области (2 и 16 февраля)
- выборы главы Республики Мордовия (16 февраля)
- выборы губернатора Белгородской области (25 мая)
- выборы президента Карачаево-Черкесской Республики (17 и 31 августа)
- выборы губернатора Новгородской области (7 сентября)
- выборы губернатора Омской области (7 сентября)
- выборы губернатора Свердловской области (7 сентября)
- выборы губернатора Ленинградской области (21 сентября)
- выборы губернатора Томской области (21 сентября)
- досрочные выборы губернатора Санкт-Петербурга (21 сентября и 5 октября)
- выборы президента Чеченской Республики (5 октября)
- выборы мэра Москвы (7 декабря)
- выборы губернатора Вологодской области (7 декабря)
- выборы губернатора Московской области (7 декабря)
- выборы губернатора Новосибирской области (7 декабря)
- выборы губернатора Оренбургской области (7 декабря)
- выборы главы администрации Тамбовской области (7 декабря)
- выборы губернатора Ярославской области (7 декабря)
- выборы президента Республики Башкортостан (7 и 21 декабря)
- выборы губернатора Кировской области (7 и 21 декабря)
- досрочные выборы губернатора Сахалинской области (7 и 21 декабря)
- выборы губернатора Тверской области (7 и 21 декабря)

### 2004 год
- выборы президента Удмуртской Республики (14 марта)
- выборы главы администрации Алтайского края (14 марта и 4 апреля)
- досрочные выборы губернатора Краснодарского края (14 марта)
- досрочные выборы главы администрации Архангельской области (14 и 28 марта)
- досрочные выборы губернатора Воронежской области (14 марта)
- досрочные выборы губернатора Калужской области (14 марта)
- выборы губернатора Мурманской области (14 марта)
- досрочные выборы губернатора Рязанской области (14 и 28 марта)
- досрочные выборы губернатора Читинской области (14 марта)
- досрочные выборы губернатора Корякского автономного округа (14 марта и 4 апреля)
- досрочные выборы президента Чеченской Республики (29 августа)
- выборы главы администрации Псковской области (14 ноября и 5 декабря)
- выборы главы администрации Усть-Ордынского Бурятского автономного округа (14 ноября)
- выборы губернатора Курганской области (28 ноября и 19 декабря)
- выборы губернатора Астраханской области (5 декабря)
- выборы губернатора Брянской области (5 и 19 декабря)
- выборы губернатора Волгоградской области (5 и 26 декабря)
- выборы губернатора Камчатской области (5 и 19 декабря)
- выборы губернатора Ульяновской области (5 и 26 декабря)
- выборы президента Республики Марий Эл (19 декабря)
- выборы губернатора Хабаровского края (19 декабря)
- выборы главы Республики Хакасия (26 декабря)

### 2005 год
- Выборы главы администрации Ненецкого автономного округа (23 января и 6 февраля)

## Выборы глав регионов России с 2012 года

### 2012 год
- выборы губернатора Амурской области (14 октября)
- выборы губернатора Белгородской области (14 октября)
- выборы губернатора Брянской области (14 октября)
- выборы губернатора Новгородской области (14 октября)
- досрочные выборы губернатора Рязанской области (14 октября)

### 2013 год
- выборы губернатора Владимирской области (8 сентября)
- выборы губернатора Забайкальского края (8 сентября)
- выборы губернатора Магаданской области (8 сентября)
- досрочные выборы губернатора Московской области (8 сентября)
- досрочные выборы мэра Москвы (8 сентября)
- выборы губернатора Хабаровского края (8 сентября)
- выборы Главы Республики Хакасия — Председателя Правительства Республики Хакасия (8 сентября)
- выборы губернатора Чукотского автономного округа (8 сентября)

### 2014 год
- досрочные выборы губернатора Ставропольского края (14 сентября)
- досрочные выборы губернатора Ивановской области (14 сентября)
- выборы Главы Республики Коми (14 сентября)
- выборы губернатора Кировской области (14 сентября)
- досрочные выборы губернатора Челябинской области (14 сентября)
- выборы Главы Республики Алтай, Председателя Правительства Республики Алтай (14 сентября)
- выборы губернатора Курганской области (14 сентября)
- выборы Главы Удмуртской Республики (14 сентября)
- выборы губернатора Ненецкого автономного округа (14 сентября)
- выборы губернатора Орловской области (14 сентября)
- выборы губернатора Псковской области (14 сентября)
- выборы губернатора Воронежской области (14 сентября)
- досрочные выборы губернатора Новосибирской области (14 сентября)
- досрочные выборы губернатора Волгоградской области (14 сентября)
- досрочные выборы главы республики Саха (Якутия) (14 сентября)
- досрочные выборы губернатора Мурманской области (14 сентября)
- досрочные выборы главы республики Калмыкия (14 сентября)
- досрочные выборы губернатора Красноярского края (14 сентября)
- досрочные выборы главы администрации Липецкой области (14 сентября)
- досрочные выборы губернатора Курской области (14 сентября)
- досрочные выборы губернатора Тюменской области (14 сентября)
- досрочные выборы губернатора Оренбургской области (14 сентября)
- досрочные выборы губернатора Вологодской области (14 сентября)
- досрочные выборы Президента Башкортостана (14 сентября)
- досрочные выборы губернатора Нижегородской области (14 сентября)
- досрочные выборы губернатора Приморского края (14 сентября)
- досрочные выборы губернатора Самарской области (14 сентября)
- досрочные выборы губернатора Санкт-Петербурга (14 сентября)
- выборы губернатора Алтайского края (14 сентября)
- выборы губернатора Астраханской области (14 сентября)

### 2015 год
- досрочные выборы губернатора Брянской области (13 сентября)
- выборы Главы Республики Марий Эл (13 сентября)
- выборы губернатора Еврейской автономной области (13 сентября)
- выборы Президента Республики Татарстан (13 сентября)
- досрочные выборы губернатора Сахалинской области (13 сентября)
- досрочные выборы губернатора Амурской области (13 сентября)
- выборы губернатора Кемеровской области (13 сентября)
- досрочные выборы главы администрации (губернатора) Краснодарского края (13 сентября)
- досрочные выборы губернатора Ленинградской области (13 сентября)
- досрочные выборы губернатора Камчатского края (13 сентября)
- досрочные выборы губернатора Иркутской области (13 и 27 сентября)
- досрочные выборы губернатора Омской области (13 сентября)
- досрочные выборы губернатора Костромской области (13 сентября)
- досрочные выборы губернатора Смоленской области (13 сентября)
- досрочные выборы губернатора Архангельской области (13 сентября)
- выборы губернатора Пензенской области (13 сентября)
- выборы губернатора Ростовской области(13 сентября)
- выборы главы администрации Тамбовской области (13 сентября)
- выборы губернатора Калужской области (13 сентября)
- выборы Главы Чувашской Республики (13 сентября)
- выборы губернатора Калининградской области (13 сентября)

### 2016 год
- досрочные выборы Главы Республики Коми (18 сентября)
- досрочные выборы губернатора Забайкальского края (18 сентября)
- выборы Главы Чеченской Республики (18 сентября)
- выборы губернатора Ульяновской области (18 сентября)
- выборы губернатора Тверской области (18 сентября)
- выборы губернатора Тульской области (18 сентября)
- досрочные выборы Главы Республики Тыва (18 сентября)

### 2017 год
- досрочные выборы губернатора Калининградской области (10 сентября)
- досрочные выборы губернатора Кировской области (10 сентября)
- выборы губернатора Севастополя (10 сентября)
- выборы губернатора Томской области (10 сентября)
- выборы губернатора Саратовской области (10 сентября)
- выборы губернатора Ярославской области (10 сентября)
- выборы губернатора Пермского края (10 сентября)
- выборы Главы Республики Бурятия (10 сентября)
- досрочные выборы Главы Республики Марий Эл (10 сентября)
- досрочные выборы Главы Удмуртской Республики (10 сентября)
- выборы Главы Республики Мордовия (10 сентября)
- выборы Главы Республики Карелия (10 сентября)
- выборы губернатора Свердловской области (10 сентября)
- выборы губернатора Рязанской области (10 сентября)
- выборы губернатора Белгородской области (10 сентября)
- выборы губернатора Новгородской области (10 сентября)

### 2018 год
- досрочные выборы губернатора Самарской области (9 сентября)
- досрочные выборы губернатора Нижегородской области (9 сентября)
- досрочные выборы губернатора Красноярского края (9 сентября)
- досрочные выборы губернатора Приморского края (9 и 16 сентября)
- досрочные выборы губернатора Орловской области (9 сентября)
- досрочные выборы губернатора Новосибирской области (9 сентября)
- досрочные выборы губернатора Омской области (9 сентября)
- досрочные выборы губернатора Ивановской области (9 сентября)
- досрочные выборы губернатора Псковской области (9 сентября)
- досрочные выборы губернатора Воронежской области (9 сентября)
- досрочные выборы губернатора Кемеровской области (9 сентября)
- выборы губернатора Владимирской области (9 и 23 сентября)
- выборы губернатора Магаданской области (9 сентября)
- досрочные выборы Главы Республики Саха (Якутия) (9 сентября)
- досрочные выборы губернатора Тюменской области (9 сентября)
- досрочные выборы губернатора Алтайского края (9 сентября)
- досрочные выборы губернатора Амурской области (9 сентября)
- выборы губернатора Московской области (9 сентября)
- выборы мэра Москвы (9 сентября)
- выборы губернатора Хабаровского края (9 и 23 сентября)
- выборы Главы Республики Хакасия — Председателя Правительства Республики Хакасия (9 сентября и 11 ноября)
- выборы губернатора Чукотского автономного округа (9 сентября)
- повторные выборы губернатора Приморского края (16 декабря)

### 2019 год
- досрочные выборы губернатора Сахалинской области (8 сентября)
- досрочные выборы губернатора Забайкальского края (8 сентября)
- выборы губернатора Ставропольского края (8 сентября)
- выборы губернатора Челябинской области (8 сентября)
- выборы Главы Республики Алтай, Председателя Правительства Республики Алтай (8 сентября)
- выборы губернатора Курганской области (8 сентября)
- выборы губернатора Волгоградской области (8 сентября)
- выборы губернатора Мурманской области (8 сентября)
- выборы Главы Республики Калмыкия (8 сентября)
- выборы главы администрации Липецкой области (8 сентября)
- выборы губернатора Курской области (8 сентября)
- выборы губернатора Оренбургской области (8 сентября)
- выборы губернатора Вологодской области (8 сентября)
- выборы Главы Башкортостана (8 сентября)
- выборы губернатора Санкт-Петербурга (8 сентября)
- выборы губернатора Астраханской области (8 сентября)

### 2020 год
- досрочные выборы губернатора Севастополя (13 сентября)
- досрочные выборы губернатора Пермского края (13 сентября)
- досрочные выборы Главы Республики Коми (13 сентября)
- выборы губернатора Брянской области (13 сентября)
- выборы губернатора Еврейской автономной области (13 сентября)
- выборы Президента Республики Татарстан (13 сентября)
- выборы главы администрации (губернатора) Краснодарского края (13 сентября)
- выборы губернатора Ленинградской области (13 сентября)
- выборы губернатора Камчатского края (13 сентября)
- выборы губернатора Иркутской области (13 сентября)
- выборы губернатора Костромской области (13 сентября)
- выборы губернатора Смоленской области (13 сентября)
- выборы губернатора Архангельской области (13 сентября)
- выборы губернатора Пензенской области (13 сентября)
- выборы губернатора Ростовской области(13 сентября)
- выборы главы администрации Тамбовской области (13 сентября)
- выборы губернатора Калужской области (13 сентября)
- выборы Главы Чувашской Республики (13 сентября)

### 2021 год
- досрочные выборы губернатора Хабаровского края (19 сентября)
- досрочные выборы губернатора Белгородской области (19 сентября)
- досрочные выборы Главы Республики Мордовия (19 сентября)
- досрочные выборы губернатора Пензенской области (19 сентября)
- выборы Главы Чеченской Республики (19 сентября)
- выборы губернатора Ульяновской области (19 сентября)
- выборы губернатора Тверской области (19 сентября)
- выборы губернатора Тульской области (19 сентября)
- выборы Главы Республики Тыва (19 сентября)

### 2022 год
- досрочные выборы губернатора Владимирской области (11 сентября)
- досрочные выборы Главы Тамбовской области (11 сентября)
- выборы губернатора Ярославской области (11 сентября)
- выборы губернатора Калининградской области (11 сентября)
- выборы губернатора Кировской области (11 сентября)
- выборы губернатора Томской области (11 сентября)
- выборы губернатора Саратовской области (11 сентября)
- выборы Главы Республики Бурятия (11 сентября)
- выборы Главы Республики Марий Эл (11 сентября)
- выборы Главы Удмуртской Республики (11 сентября)
- выборы Главы Республики Карелия (11 сентября)
- выборы губернатора Свердловской области (11 сентября)
- выборы губернатора Рязанской области (11 сентября)
- выборы губернатора Новгородской области (11 сентября)

### 2023 год
- досрочные выборы губернатора Смоленской области (8-10 сентября)
- выборы губернатора Самарской области (8-10 сентября)
- выборы губернатора Нижегородской области (10 сентября)
- выборы губернатора Красноярского края (10 сентября)
- выборы губернатора Приморского края (10 сентября)
- выборы губернатора Орловской области (10 сентября)
- выборы губернатора Новосибирской области (8-10 сентября)
- выборы губернатора Омской области (10 сентября)
- выборы губернатора Ивановской области (10 сентября)
- выборы губернатора Псковской области (10 сентября)
- выборы губернатора Воронежской области (8-10 сентября)
- выборы губернатора Кемеровской области (8-10 сентября)
- выборы губернатора Магаданской области (10 сентября)
- выборы Главы Республики Саха (Якутия) (10 сентября)
- выборы губернатора Тюменской области (10 сентября)
- выборы губернатора Алтайского края (10 сентября)
- выборы губернатора Амурской области (10 сентября)
- выборы губернатора Московской области (10 сентября)
- выборы мэра Москвы (10 сентября)
- выборы Главы Республики Хакасия — Председателя Правительства Республики Хакасия (10 сентября)
- выборы губернатора Чукотского автономного округа (10 сентября)

### 2024 год
- выборы губернатора Астраханской области (8 сентября)
- выборы губернатора Вологодской области (8 сентября)
- выборы губернатора Сахалинской области (8 сентября)
- выборы губернатора Курганской области (8 сентября)
- выборы губернатора Липецкой области (8 сентября)
- выборы губернатора Санкт-Петербурга (8 сентября)
- выборы губернатора Забайкальского края (8 сентября)
- выборы губернатора Курской области (8 сентября)
- выборы главы Республики Башкторстан (8 сентября)
- выборы губернатора Челябинской области (8 сентября)
- выборы главы Республики Алтай (8 сентября)
- выборы главы Республики Калмыкия (8 сентября)
- выборы губернатора Оренбургской области (8 сентября)
- выборы губернатора Мурманской области (8 сентября)
- выборы губернатора Ставропольского края (8 сентября)
- выборы губернатора Волгоградской области (8 сентября)